# 1 Gdańska Brygada Obrony Terytorialnej

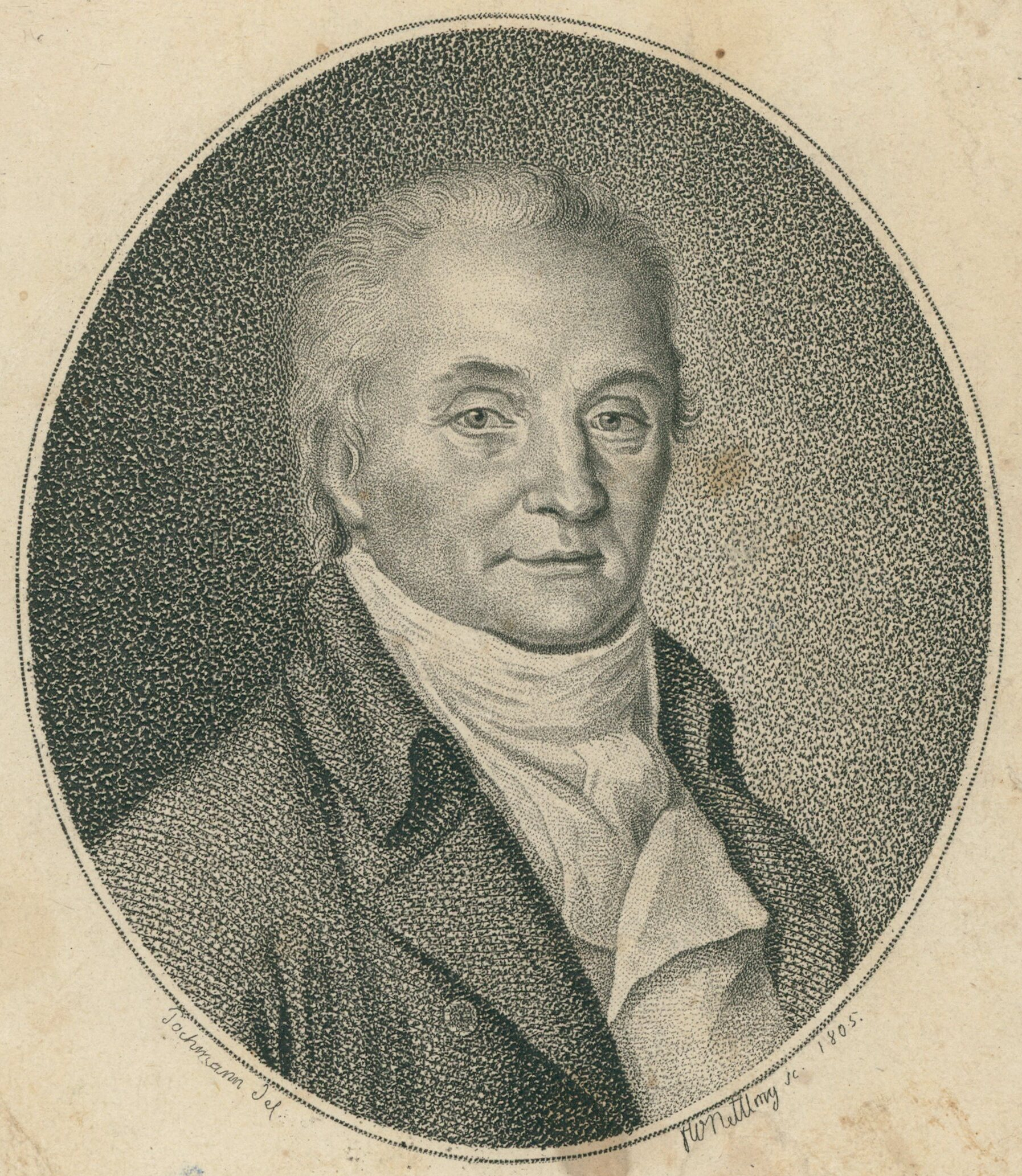
Józef Wybicki, patron 1 BOT

1 Gdańska Brygada Obrony Terytorialnej im. gen. Józefa Wybickiego – związek taktyczny Obrony Terytorialnej Wojska Polskiego.

## Formowanie i zmiany organizacyjne
Brygada została sformowana w 1994 roku w Gdańsku, na bazie rozwiązanej 7 Łużyckiej Brygady Obrony Wybrzeża, jako jedna z pierwszych jednostek nowego systemu obrony terytorialnej. Była to jednostka skadrowana. Brygada stacjonowała w Gdańsku na  ul. Słowackiego, a od 2001 roku w Lęborku przy ul. Obrońców Wybrzeża 1. Jednostkę podporządkowano dowódcy Pomorskiego Okręgu Wojskowego.
Decyzją Ministra Obrony Narodowej nr 60/MON z 19 maja 1995 nadano brygadzie nazwę wyróżniającą Gdańska i imię gen. Józefa Wybickiego
W 2007 roku 1 Brygada OT została przeformowana w 1 Gdański Batalion Obrony Terytorialnej.
Od 1 lipca 2008 roku, rozkazem dowódcy Wojsk Lądowych, 1 Batalion OT został przekształcony w 1 Batalion Zmechanizowany, który włączono w skład 7 Pomorskiej Brygady Obrony Wybrzeża.

## Zadania i przeznaczenie
Zasadnicze zadania brygady 
- szkolenie programowe pododdziałów: piechoty zmotoryzowanej, rozpoznawczych, łączności i logistycznych
- szkolenie i przygotowanie rezerw osobowych
- doskonalenie systemu reagowania kryzysowego
- kształtowanie postaw proobronnych wśród społeczeństwa

Brygada stanowiła wsparcie dla władz cywilnych województwa w przypadku klęski żywiołowych lub katastrof

## Uzbrojenie i wyposażenie
Podstawowe uzbrojenie brygady stanowiła:
- broń strzelecka: pistolety P-64, karabinki szturmowe 7,62 mm kbk AKM i AKMS, karabiny maszynowe 7,62 mm km PK, karabin snajperski 7,62 mm SWD Dragunow
- granatniki przeciwpancerne: RPG-7, 73 mm ciężkie granatniki SPG-9
- środki przeciwlotnicze: przeciwlotnicze karabiny maszynowe PKM, zestawy przeciwlotnicze ZU-23x2 HIBNERYT, 57 mm armaty przeciwlotnicze S-60M, przenośne zestawy rakietowe Strzała-2M
- pojazdy: opancerzone samochody rozpoznawcze BRDM-2RSK, wozy patrolowe HMMWV i Honker, samochody ciężarowe Star 200, 266 i 944.

## Dowódcy brygady
- płk Andrzej Wołowiecki
- płk Wiesław Bednarek

## Przekształcenia
3 i 5 Brygady Obrony Wybrzeża oraz 32 bcz i apanc  →  23 Dywizja Piechoty → 23 Dywizja Desantowa → 7 Łużycka Dywizja Desantowa → 7 Łużycka Brygada Obrony Wybrzeża → 1 Gdańska Brygada Obrony Terytorialnej → 1 Gdański Batalion Obrony Terytorialnej → 1 batalion 7 Pomorskiej Brygady Obrony Wybrzeża